# Euskal Erakunde Herritarra
Euskal Erakunde Herritarra (Organisation Populaire Basque en basque, EEH) était un organisme électoral de l'opposition antifranquiste regroupant la gauche indépendantiste basque et une grande partie de la gauche révolutionnaire du Pays basque.
D'abord connu sous le nom de Herrikoi,, EEH fut créée le 28 février 1977[réf. nécessaire] sur la base de la proposition de rupture démocratique proposée par l'Alternative KAS et eut une trajectoire assez courte. Entre autres revendications, EEH demandait le rétablissement du statut d'autonomie et l'exercice du droit à l'autodétermination pour les citoyens basques, ainsi que l'amnistie totale pour les délits politiques et syndicaux, le retour des réfugiés politiques et la suppression des juridictions spéciales et de la loi antiterroriste.
Euskal Erakunde Herritarra était composée des partis et syndicats membres de la Koordinadora Abertzale Sozialista (EHAS, LAIA, EIA, LAB et LAK) ainsi que le Parti Carliste d'Euskal Herria (EKA), Eusko Sozialistak, Euskal Komunistak, l'Organisation Révolutionnaire des Travailleurs, le Parti du Travail d'Espagne, le Parti Communiste d'Unification et Euskadiko Mugimendu Komunista (EMK). D'autres organisations étaient également membres d'EEH sans en avoir accepté tout le programme : la Liga Komunista Iraultzailea (ancienne LCR-ETA VI), Liga Comunista (Obreros Socialistas Internacionalistas) et l'Organisation de la Gauche Communiste. Auparavant, d'autres organismes unitaires similaires avaient existé, dans la lignée de la Junta Democrática de España ou la Plateforme de Convergence Démocratique,, tels que Herrikoi Batasuna, Euskadiko Herrikoi Batzarra (EHB) et Herrikoi Abertzale Indarren Koordinadora (HAIK).
Devant l'imminence des premières élections démocratiques en Espagne, Euskal Erakunde Herritarra se réunit en avril 1977 dans la salle de réunion de la mairie de Bergara, assistent en tant qu'observateurs des représentants du Parti Socialiste Basque (ESB-PSV), du Parti Socialiste Ouvrier Espagnol (PSE-PSOE) et du Parti Nationaliste Basque (PNV), ainsi que plusieurs maires.
Finalement, la création d'une coordination de gauche révolutionnaire ne fut pas possible, en partie en raison de la décision adoptée par la Koordinadora Abertzale Sozialista de participer à ces élections uniquement en cas d'amnistie et de légalisation de tous les partis. Ainsi, Euskal Iraultzarako Alderdia (EIA) se démarqua de KAS et scella un accord avec Euskadiko Mugimendu Komunista (EMK) pour former la coalition électorale Euskadiko Ezkerra.